# Toulouse Métropole FC
Toulouse Métropole FC is een Franse voetbalclub uit de Zuid-Franse stad Toulouse. De club ontstond op 4 juli 2016 als een fusie tussen Toulouse Fontaines Club en Toulouse Saint-Jo Football SC.

## Geschiedenis

### Toulouse Saint-Jo
Door oud-leerlingen van het Collège Saint Joseph Toulouse werd in 1970 de omnisportclub l’Association Sportive et Culturelle St-Jo opgericht voor de leerlingen. Van de verschillende sporten van de ASCU St-Jo bleef in 1977 de voetbalafdeling over die zich ook richtte op de naburige wijken. In 1980 verdween de omnisportclub en werd de club zelfstandig. Er werd gespeeld in de regio Midi Pyrénées en in 1994 fuseerde de club met  FC Argoulets tot Toulouse Argolets St-Jo en de club werkte zich op tot de Promotion D'Honneur. Op 15 september 1997 besloot het bestuur de naam te wijzigen in Toulouse Saint-Jo Football SC.

### Toulouse Fontaines Club
De club werd in 1932 opgericht als JO Bourrassol en nam in 1963 de naam AS Espérance Toulouse aan. De club stond altijd in de schaduw van grote broers Toulouse FC (opgericht na 1970) en Toulouse FC (1937-1967). De club speelde lange tijd in de provinciale reeks DH Midi-Pyrénées. In 1978 nam de club de naam Toulouse Fontaines Club aan en promoveerde dat jaar naar de nationale reeksen.
Fontaines werd een liftploeg tussen de derde en vierde klasse. In 2001 degradeerde de club naar de CFA 2, het laagste niveau sinds 1978, maar nog steeds één klasse boven de DH Midi-Pyrénées die in de tussentijd de zesde klasse geworden was.
In 2009 werd de club kampioen en promoveerde, maar moest na één seizoen weer een stap terugzetten. De club zakte terug naar de Division d'Honneur. In 2012 mislukte een poging tot fusie nog maar op 4 juli 2016 fuseerde de club met Toulouse Saint-Jo Football SC tot Toulouse Métropole FC.

#### Erelijst
- Championnat de France Amateurs 2: 2009 (poulewinnaar)
- Division d'Honneur Midi: 1963, 1984
- Coupe de Midi-Pyrénées: 1976, 1988